# マイケル・バーナム
マイケル・バーナム (Michael Burnham) は2017年から始まったSFテレビドラマシリーズ『スタートレック:ディスカバリー』の主役を務める人物であり、ソネクア・マーティン＝グリーンが演じる。
子供時代、マイケルは両親をクリンゴン人に殺されて孤児となり、バルカン人サレクと地球人アマンダ・グレイソンに引き取られ、スポックの義理の姉となった。
信念に基づく行動をとるために、しばしば上官の命令に背くことがある。『ディスカバリー』のシリーズ当初、マイケルは宇宙艦隊のU.S.S.シェンジョウでフィリッパ・ジョージャウに仕える副長であるが、反乱罪により階級を剥奪されて終身刑となる。6か月後にマイケルはガブリエル・ロルカによって戦時徴用されてU.S.S.ディスカバリーに勤務することになる。その後シーズン3では未来の宇宙で一時副長となるが、連邦崩壊の謎を探るために船長サルーの直接命令に背き、降格される。サルーが故郷に帰ったのち、船長となる。
マイケルは、スタートレックシリーズにおける最初の黒人女性の主役であり、また船長になったことのない最初の主役である。ただし鏡像宇宙ではI.S.S.シェンジョウの船長である。シリーズを創作したブライアン・フラーは、オリジナルのスタートレックシリーズ『宇宙大作戦』におけるウフーラ、メイ・ジェミソン、Ruby Bridgesら黒人女性像に基づき、マイケルの人物像を創造した。

## 人物像の創造
2016年12月、マーティン=グリーンが『スタートレック:ディスカバリー』シリーズの主役となることが発表され、当初はレインズフォードと呼ばれていた。以前のスタートレックシリーズでは、スポックは姉の存在に触れていない。製作総指揮のアレックス・カーツマンは、マイケルの背景は正史との連続性を保つよう描かれると説明した。過去のシリーズと異なって主人公は船長ではなく、シリーズはこれまでにない視点から描かれる。
当初、マイケルのキャラクターはメイジェル・バレットが『宇宙大作戦』のパイロット版である『歪んだ楽園』(The Cage)で演じたキャラクターであるキャラクター”ナンバーワン”に敬意を表して、単にナンバーワンと呼ばれていた 。ストーリーラインの製作が進むにつれて、このキャラクターは反乱罪に問われて第一話の終りにはもう副長ではなくなった。キャラクター名はマイケル・バーナムとなり、ナンバーワンは『新スタートレック』におけるウィリアム・ライカーと同様に非公式な呼び名となった。
シリーズの創作者であるブライアン・フラーは、以前の作品の経験からこのキャラクターに男性名を付けた。製作総指揮の一人であるアーロン・ハーバーツの説明によれば、主演女優の役名を男性名にするのはフラーの仕事の特徴であると言う。この名前を思いついたときは、女性コラムニストのマイケル・スニードや、バングルズのベーシストのマイケル・スティールのことを考えていた。加えて、マイケルは大天使の名前でもあることが重要であった。マーティン=グリーンはこの名前を大いに気に入り、その象徴するところや、男性名が未来の同性間の平等を意味するところが気に入ったと語る。
フラーはマイケル・バーナムのキャラクターの発想源として、ウフーラを演じたニシェル・ニコルズの文化的な影響を挙げる。宇宙大作戦のブリッジに立つニコルズを見て、どれだけ多くの黒人が影響を受けたか考えられずにはいられない。ルイジアナ州で初めて、白人だけの小学校に通うことになったRuby Bridges、最初の黒人女性飛行士であるメイ・ジェミソンもまた発想の源となった。
マーティン=グリーンは、マイケルがバルカンの科学アカデミーに通った唯一の地球人というだけではなく、良い成績をおさめており、マイケルの優れた知性を証明していると語る。高度な訓練と道義性を身に着け、内面に抱えるバルカン人と地球人の二面性は、彼女の個性を象徴している。

## 生い立ち
2226年に地球で生まれたマイケルは、子供の頃に両親をクリンゴン人に殺されている（ただし、母親は生きていたことが後に明らかになる『永遠なる無限』）。一家はドクタリ・アルファ星上にあるバルカンと地球の共同研究施設に暮らしていた。子供時代の一夜が『スタートレック:ショートトレック』のアニメーション・エピソード "The Girl Who Made the Stars"で描かれる。両親はセクション31の委託でタイムトラベルを研究していたが、クリンゴンからタイムクリスタルを盗んだために追跡され襲撃された。両親の死後、マイケルはバルカン人大使のサレクと、その妻で地球人のアマンダ・グレイソンに引き取られ、バルカン星で二人の息子スポックと暮らした。マイケルはバルカン学習センターおよびバルカン科学アカデミーに通った初めての地球人となった。マイケルはバルカン人の論理至上主義者の攻撃を受け、スポックを守るために彼を嫌っているという嘘をついたため、その後の二人の関係はぎくしゃくしたものとなった。アカデミーでは異星人類学者として教育を受けるが遠征隊には選ばれず、2249年にサレクに連れられてU.S.S.シェンジョウに来てフィリッパ・ジョージャウ船長に預けられ、宇宙艦隊に加わり多くの地球人と共に暮らすことになった。
『スタートレック:ディスカバリー』以前、スポックは姉の存在に言及しておらず、マイケルをスポックの家族にすることは論議を呼んだ。だがスポックは兄サイボックの存在にも、彼が登場するまでは言及していなかったことも事実であり、スタートレックの設定と矛盾するものではないという意見もある。

## スタートレック:ディスカバリー

### 反乱罪
2256年、S1E1において、マイケルは既にU.S.S.シェンジョウ船上でフィリッパ・ジョージャウ船長に7年間仕え、中佐で副長となっている。シェンジョウはクリンゴンに遭遇し、マイケルは大規模戦争を避けるために船長に反抗し宇宙艦隊規則を破って、あえて先制攻撃を仕掛ける。だがその努力は失敗しマイケルは拘禁される。S1E2においては、拘禁房を脱出したマイケルがジョージャウを説得して共にクリンゴン船に潜入する。母とも慕うジョージャウはトゥクヴマに殺され、マイケルは彼を殺して仇をとることで彼を殉教者にしてしまい、大規模な対クリンゴン戦争が勃発する。マイケルは反乱罪に問われて階級を剥奪され、終身刑となる。

### U.S.S.ディスカバリーへの徴用
2256年、S1E3では、U.S.S.ディスカバリーの船長ガブリエル・ロルカが半年間服役しただけのマイケルの能力を買って一時的に戦時徴用し、革命的な胞子ドライブの開発のための科学専門官とする。ディスカバリーに乗り込んだマイケルは、戦争を始めてしまった犯罪者として白い目にさらされるが、同室のシルビア・ティリーと友人になる。ロルカはマイケルとランドリーに、U.S.S.グレンで見つかった巨大なクマムシのごとき生物を武器として活用する方法を見つけるよう命じる。マイケルはクマムシが草食性であり本質的には危険ではないと推測する。マイケルはジョージャウの遺品を開く勇気を出し、望遠鏡が自分に残されたことを知る。ロルカはクリンゴンに誘拐され、かつてシェンジョウでは部下であったサルーが船長代理となる。マイケルはクマムシの酷使に反対してサルーとの間に緊張が生じる。だがサルーはジョージャウとマイケルとの関係に嫉妬していたことを認めてジョージャウの遺品の望遠鏡を受け取る。マイケルは養父サレクの命を救うため、その心の中に入る。サレクがかつて自分ではなくスポックをバルカンの遠征隊に選んだが、スポックが遠征隊ではなく宇宙艦隊を選んだためにサレクが傷ついていたことを知る。サレク救出を助けたアッシュ・タイラーと親密になる。ハリー・マッドが胞子ドライブを手に入れるためディスカバリーを時間ループに陥れる。ループの中でマイケルはタイラーとの交際に戸惑う。マイケルとタイラーはサルーとともにクリンゴンの遮蔽装置について知るため惑星パーヴォに向かい、二人はさらに仲を深める。S1E9では、マイケルとタイラーはコーンウェル提督を救うためにクリンゴンの”死者の船”に乗り込む。

### 鏡像宇宙
S1E10では、ディスカバリーは鏡像宇宙に飛ばされる。この宇宙での鏡像マイケルはI.S.S.シェンジョウの船長であったが、反逆者のロルカを追跡中に死亡したとされている。マイケルは鏡像宇宙での自分になりすまし、元の宇宙に戻るため、U.S.S.ディファイアントのデータを入手しようとする。マイケルは、決闘の末に船長の座を取り戻し、自分のボディガードの偽装をするタイラーと初めて愛を交わす。
マイケルは名もなき奴隷である鏡像サルーに出会う。反帝国軍の基地を破壊する命令を受けるが、これに反して諸種族からなる反帝国軍と連合し予言者と呼ばれる鏡像サレクに会う。他の種族との連合を達成したクリンゴン人ヴォクの鏡像に興味を持つが、タイラーは動揺する。I.S.S.シェンジョウに戻り、タイラーは地球人に改造されたヴォクであることがわかる。タイラーはマイケルを襲うが、鏡像サルーが救う。マイケルはタイラーをU.S.S.ディファイアントのデータとともにU.S.S.ディスカバリーに送る。マイケルは鏡像宇宙の自分がテラン帝国皇帝ジョージャウの養女であることを知る。
マイケルとロルカは皇帝の旗艦I.S.S.カロンに召喚される。ロルカは拷問され、マイケルは自分が鏡像宇宙から来たことを皇帝に明かして、胞子ドライブ技術と交換に自由を得る。マイケルは、鏡像宇宙の自分がジョージャウに育てられた後、恋人となったロルカと企んでジョージャウを殺そうとしたこと、ロルカが鏡像宇宙出身であり意図的にディスカバリーを鏡像宇宙に飛ばしたことを知る。
ロルカら反帝国軍が旗艦を制圧する。鏡像ジョージャウとマイケルは反帝国軍と戦い、ジョージャウはロルカを殺す。ジョージャウとマイケルはディスカバリーに転送され、元の宇宙に戻る。
シーズン3では死に至る病に冒された鏡像ジョージャウが、"永遠の管理者"によってロルカとマイケルに裏切られた日の鏡像宇宙に転送される。テラン帝国の歴史をより穏健なものにしようとするが、やはりマイケルが反乱を起こし相打ちとなる(S3E9,S3E10)。

### 対クリンゴン戦争の終結
S1E14では、U.S.S.ディスカバリーが元の宇宙に戻るも9か月が経過しており、惑星連邦はクリンゴンに負けつつある。マイケルは、治療を受けてヴォクとタイラーの両方の記憶を持つようになったタイラーに再会する。マイケルはタイラーとの関係を打ち切る。
SE15では、対クリンゴン戦争に勝つために鏡像ジョージャウがディスカバリーの船長に任命される。マイケル、ティリー、タイラーはジョージャウに同行してクリンゴン人の母星クロノスに行く。ジョージャウは惑星を爆弾で破壊してクリンゴン人の皆殺しを図るが、それが惑星連邦の理念に反すると考えたマイケルはジョージャウの情に訴えて阻止する。ルレルと取引し、戦争を止めさせる代わりに起爆装置を渡し、ルレルはその力で帝国総裁となる。タイラーもルレルに同行する。2257年、この功績によりマイケルは恩赦を受けて中佐に復帰し、ディスカバリーの科学主任となる。ディスカバリーは新船長を迎えるためにバルカンに向かうが、U.S.S.エンタープライズのクリストファー・パイク船長から救難信号を受け取る。

### スポックとの再会
シーズン2では、クリストファー・パイクが損傷を受けたU.S.S.エンタープライズからU.S.S.ディスカバリーの船長に転任して謎の7つの信号源を調査し、たびたび赤い天使のごとき存在を目撃する。S2E1では小惑星に不時着した医療船を救う。エンタープライズに乗務していたが今は精神病棟にいる義弟スポックの日誌を見て、彼が以前から謎の7つの信号源を予見していたことを知る。200年前に、赤い天使のごとき存在によって連れ去られた人類の共同体に出会って危機から救う。死にゆく謎の球体から膨大な貴重なデータを入手しディスカバリーにアップロードする。義母のアマンダがディスカバリーに乗船し、スポックが3人の医師を殺して精神病棟を脱走したことになっていると知らせる。セクション31がスポックを捜索し、クロノスから逃れてセクション31に加わっていたタイラーがディスカバリー上の連絡員となる。マイケルはサルーの故郷カミナー星に降りてサルーの妹のシランナに会い、被捕食種族だったケルピアン人の進化を手助けする。
マイケルは一人バルカン星に帰り、アマンダがかくまっていたスポックに再会する。マイケルは認識障害を負うスポックを、治療のためにセクション31のリーランドに引き渡すが、セクション31の一員となっていた鏡像ジョージャウの警告を受けてスポックと共に逃げ出す。スポックの言葉の断片をもとに、マイケルはスポックと共に立ち入り禁止のタロス4号星に向かう。S2E8では、マイケルとスポックは高いテレパシー能力を持つタロス人に会う。スポックの治療のためにマイケルはスポックの記憶を見せられ、未来から来た赤い天使が銀河系の全滅を救おうとしてスポックの前に現れたこと、スポックは医師を殺していないこと、セクション31がスポックの未来の記憶を圧殺しようとしたことを知る。マイケルは自分の記憶をスポックに見せて、かつてバルカン至上主義者から守るために嫌うふりをしたことを明かす。二人はセクション31の追手から逃れてディスカバリーに戻る。

### タイムトラベル
S2E9では、セクション31の秘密基地に潜入し、赤い天使の警告はセクション31を支配するA.I."コントロール"による全銀河系生物の全滅を指すことを知る。赤い天使を捕獲し、その正体がタイムトラベルスーツをまとう、死んだはずの母であることを知る。"コントロール"が謎の球体のA.I.に関するデータベースを入手して進化を謀っていることを母から聞かされる。だがリーランドが襲撃して母は未来に飛ばされる。S2E13とS2E14では、自分こそが過去に信号源とともに現れた赤い天使であることを知り、タイムトラベルスーツで過去を巡った後、930年後へつながるワームホールを開き、データベースともどもディスカバリーと未来へ逃げる。

### "大火"の謎
シーズン3では3188年に到着して惑星連邦が120年前に崩壊したことを知り、"配達人"ブックと恋仲になる。1年後にディスカバリーを発見して合流し、連邦の残滓を探しその"大火"と呼ばれる崩壊の謎を追う。ディスカバリー船長となったサルーにより副長に任命され、縮小し存在を隠した宇宙艦隊本部の位置を突き止めて艦隊に合流するが、"大火”の謎を追求するあまり命令に背き科学部門主任に降格される。ロミュラン社会と統一されてニバーと呼ばれるようになったバルカン星に行き、母と再会し、"大火"と関係するかもしれない実験的ドライブSB19のデータを入手する。爆発した3隻の船のブラックボックスのデータと合わせて、"大火"がヴェルビン星雲から発したことを突き止める。死に至る病に冒された鏡像ジョージャウの治療を求めてダナス5号星に行き、"永遠の管理者"が開いた門を通ってジョージャウが別の時空に去るのを見送る。ヴェルビン星雲内で125年間救難信号を発してきたケルピアン船に行き、高ダイリチウムと高放射線下の環境で生まれ適応したケルピアン人スカールに会い、彼が"大火"の発生源であることを知る。ディスカバリーがエメラルド・チェーンに奪われたためにこれを追い、船内に侵入して取り戻す。エメラルド・チェーンを崩壊させてヴェルビン星雲からサルーやスカールらを救出し、カミナー星に戻ったサルーの代わりに大佐に昇進し、ディスカバリー船長に任命される。

### DMAの脅威
シーズン4では、巨大で高速移動する重力異常DMAがブックの故郷など多くの居住惑星を破滅させ、地球やニバー星も壊滅寸前となる。サルーはディスカバリーに戻り副長となる。マイケルは唯一の胞子ドライブ船であるディスカバリーの船長として多くの種族を救いデータを集めて、DMAが謎の種族10-Cにより作り出されたものであることを知る。惑星連邦及びマイケルは10-Cとの意思疎通及び外交交渉を試みるが、一部の勢力は攻撃を主張し、マイケルの恋人ブックもこれに同調して連邦の意図に反した行動をとる。マイケルらは攻撃を阻止し、10-Cとの困難な意思疎通に成功してDMAを止めさせて地球およびニバー星を救う。両政府は惑星連邦に再加盟する。ブックは処罰を受けてディスカバリーを離れる。